# Heterusia atalantata
Heterusia atalantata là một loài bướm đêm trong họ Geometridae.